# Messier 52
Messier 52 (M52 o NGC 7654) és un cúmul obert en la constel·lació Cassiopea. Va ser descobert per Charles Messier en 1774.
M52 es troba a una distància d'entre 3.000 i 7.000 anys llum, aquest ampli marge és degut a l'atenuació que pateix la llum d'M52 en travessar el medi interestel·lar, molt dens en aquesta zona de la Via Làctia. Es tracta d'un cúmul molt ric en estrelles, es calcula que té una densitat de prop de 3 estrelles per parsec cúbic, i inclús podria arribar a les 50 estrelles per parsec cúbic a la zona central. Té una diàmetre aparent de 13 minuts d'arc i un diàmetre real de prop de 19 anys llum.
Té una edat estimada de 35 milions d'anys, seria doncs un cúmul relativament jove. La seva estrella més lluminosa de la seqüència principal té una magnitud aparent 11 i és de tipus espectral B7. El cúmul conté una estrella de tipus espectral Of, es tracta d'una estrella molt calenta amb unes peculiars línies espectrals d'Heli i nitrogen ionitzat.